# Litophyton
Litophyton is een geslacht van neteldieren uit de klasse van de Anthozoa (bloemdieren).

## Soorten
- Litophyton acutifolium Kükenthal, 1913
- Litophyton arboreum Forskål, 1775
- Litophyton carnosum (Kükenthal)
- Litophyton crosslandi Thomson & Mcqueen
- Litophyton erinaceum Kükenthal
- Litophyton formosanum Kükenthal, 1903
- Litophyton fulvum Forskål, 1775
- Litophyton graeffei (Kükenthal, 1896)
- Litophyton lighti Roxas, 1933
- Litophyton liltvedi Verseveldt & Williams, 1988
- Litophyton maldivensis (Hickson, 1905)
- Litophyton orientale Roxas, 1933
- Litophyton ramosum (Quoy & Gaimard, 1833)
- Litophyton rigidum Light
- Litophyton sanderi (May, 1899)
- Litophyton stuhlmanni (May, 1898)
- Litophyton viridis (May, 1898)